# Hayes River (Teslin Lake)
Der Hayes River ist ein etwa 32 km langer Zufluss des Teslin Lake im Norden der kanadischen Provinz British Columbia.

## Flusslauf
Der Hayes River entspringt an der Ostflanke des 1920 m hohen Hayes Peak im Teslin-Plateau. Er fließt in überwiegend nordöstlicher Richtung und mündet in eine kleine Seitenbucht am Westufer des Teslin Lake unweit dessen südlichen Seeendes.